# Haplocanthosaurus
Famille
Genre
Espèces de rang inférieur
- †  Haplocanthosaurus priscus 
(Hatcher[1], 1903) (nom conservé -nomen conservandum-), espèce type
- †  Haplocanthosaurus delfsi 
McIntosh & Williams, 1988

Haplocanthosaurus (ce qui signifie « lézard à épine simple ») est un genre éteint de dinosaures sauropodes du Jurassique supérieur des États-Unis. 
Deux espèces, Haplocanthosaurus delfsi et Haplocanthosaurus priscus, sont connues par des squelettes fossiles incomplets. Il vivait au cours du Jurassique supérieur, durant le Kimméridgien, il y a environ 155 à 152 millions d'années.
L'espèce type est Haplocanthosaurus priscus. L'espèce Haplocanthosaurus delfsi fut découverte par un jeune étudiant, Edwin Delfs, dans le Colorado. Des spécimens d'Haplocanthosaurus ont été découverts dans les couches les plus anciennes de la formation de Morrison, en compagnie d'Hesperosaurus, d'Eobrontosaurus, et d'Allosaurus jimmadensi.

## Description

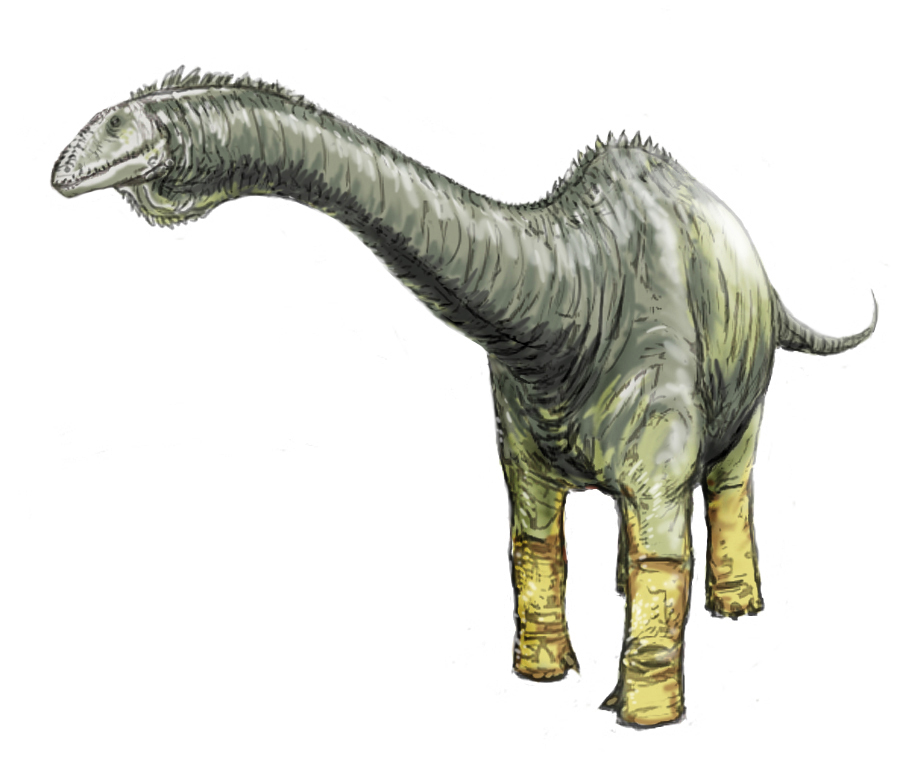
Vue d'artiste de H. delfsi.

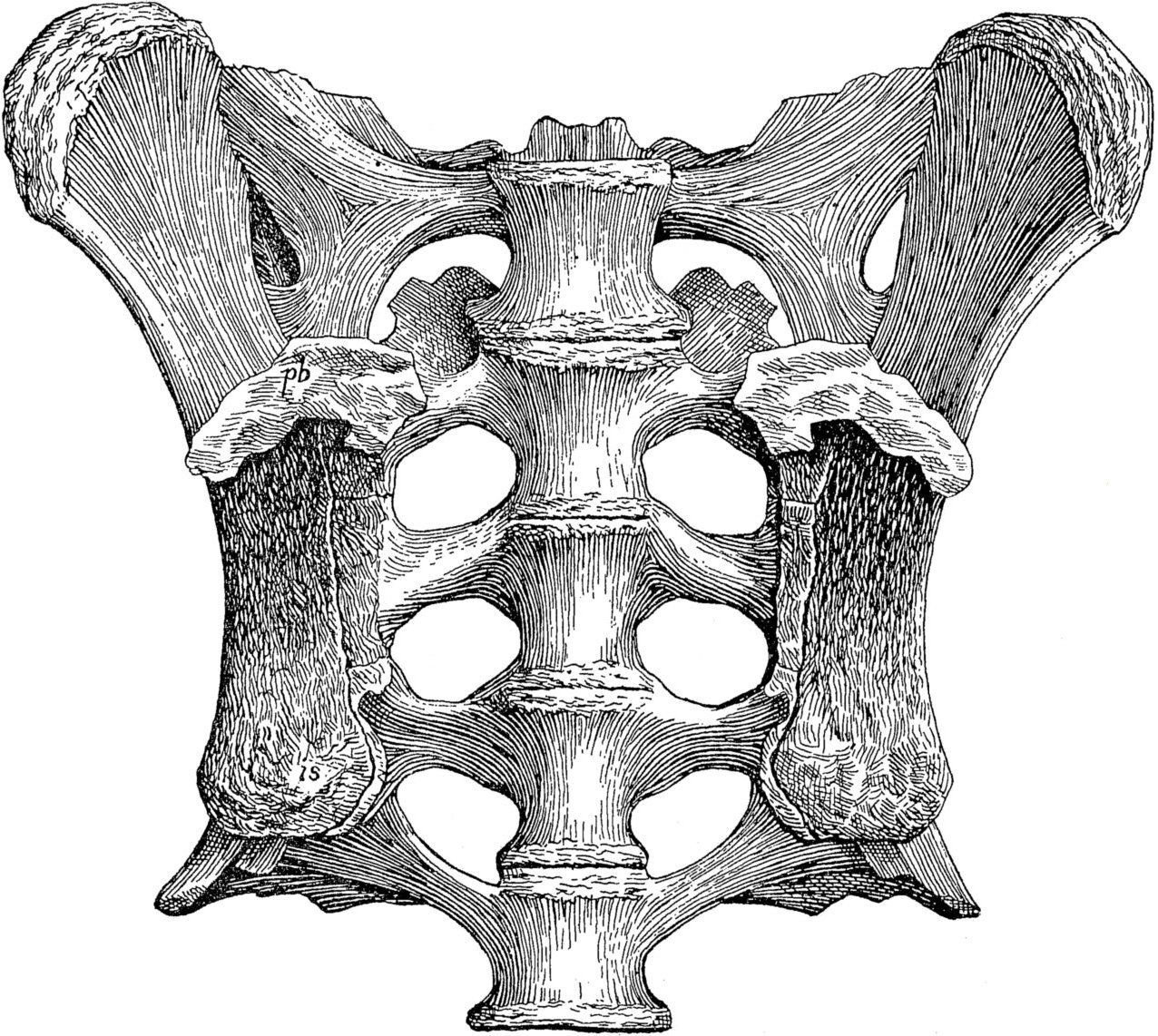
Haplocanthosaurus priscus (sacrum).

Haplocanthosaurus était l'un des plus petits sauropodes de la formation de Morrison. Alors que certains sauropodes de la formation de Morrison pouvaient atteindre plus de 20 mètres de long, Haplocanthosaurus n'était pas aussi grand et pouvait atteindre 14,8 mètres de long et un poids estimé de 12,8 tonnes.

## Spécimens
Quatre spécimens d'Haplocanthosaurus sont connus : un Haplocanthosaurus delfsi et trois  Haplocanthosaurus priscus. De ceux-ci, le  type de Haplocanthosaurus delfsi est le seul à être suffisamment complet pour être ré-assemblé. Le spécimen ré-assemblé de Haplocanthosaurus delfsi se trouve au musée du Muséum d'histoire naturelle de Cleveland, bien que complété d'un crâne qui est une spéculation, le crâne réel n'ayant pas été découvert dans les zones stratigraphiques.

## Classification
Haplocanthosaurus priscus a été originellement dénommé Haplocanthus priscus par  John Bell Hatcher en 1903. Peu après sa description originale, Hatcher en est arrivé à croire que la dénomination Haplocanthus était déjà utilisé par un genre de acanthodien (Haplacanthus, dénommé par Louis Agassiz en 1845), et était par conséquent déjà utilisé. Hatcher reclassa son sauropode plus tard en 1903, en lui attribuant pour nouvelle dénomination Haplocanthosaurus. Toutefois, la dénomination n'était techniquement pas déjà utilisé, puisqu'il existe une variance dans la façon dont elle s'épelle : le poisson était dénommé Haplacanthus, et non Haplocanthus. Alors que Haplocanthus demeure techniquement la dénomination valide pour ce dinosaure, l'erreur de Hatcher ne fut remarquée que bien après que la dénomination Haplocanthosaurus soit fixé dans la littérature scientifique. Lorsque l'erreur fut finalement découverte, une pétition fut transmise auprès de l'ICZN, qui a officiellement écarté la dénomination Haplocanthus et a déclaré Haplocanthosaurus dénomination officielle (ICZN Opinion #1633).
Originellement décrit comme un "cetiosauride", José Bonaparte décida en 1999 que Haplocanthosaurus différé suffisamment des autres sauropodes afin de justifier sa propre famille, le Haplocanthosauridae.
Les études phylogénétiques ont failli à clarifier avec certitude les exactes filiations d'Haplocanthosaurus. Les études ont régulièrement démontré qu'il était plus primitif que les neosauropodes, un macronaria primitif (lié à l'ancêtre de formes plus évoluées comme Camarasaurus et les brachiosaurides), ou un très primitif diplodocoide, plus proche des Diplodocus que des titanosaures, mais plus primitif que les rebachisaurides.
En 2005, Darren Naish et Mike Taylor ré-étudièrent les différentes positions proposées pour Haplocanthosaurus dans leur étude de la phylogénie diplodocoide. Ces positions sont représentées sur le cladogramme ci-dessous.
- Sauropoda
  - Haplocanthosaurus?
  - Neosauropoda
    - Macronaria
      - Haplocanthosaurus?
      - Camarasauromorpha

    - Diplodocoidea
      - Haplocanthosaurus?
      -  Diplodocomorpha
        - Rebbachisauridae
        - Flagellicaudata
          - Dicraeosauridae
          - Diplodocidae

Une analyse postérieure effectuée par Whitlock a reconnu en Haplocanthosaurus un des membres les plus basal des Diplodocoidea, correspondant à une hypothétique en troisième position du cladogramme ci-dessus.
La grande analyse phylogénétique réalisée par P. Martin Sander et quinze de ses collègues en 2011, retient une quatrième hypothèse, où Haplocanthosaurus est classé comme un néosauropode basal, placé en dehors des deux grands sous-groupes de ce clade (voir le cladogramme ci-dessous), à la différence de E. Tschopp et ses collègues en 2015, qui le déplacent un peu pour en faire un Diplodocoidea basal :
- Sauropoda
  - Melanorosaurus
  - 
    - Antetonitrus
    - 
      - Vulcanodon 
      - 
        - Spinophorosaurus
        - Eusauropoda
          - Shunosaurus 
          - 
            - Barapasaurus
            - 
              - Patagosaurus 
              - 
                - Mamenchisauridae
                  - Omeisaurus 
                  - Mamenchisaurus

                - 
                  - Cetiosaurus
                  - 
                    - Jobaria
                    - Neosauropoda
                      - Haplocanthosaurus 
                      - Diplodocoidea
                        - Rebbachisauridae
                          - Limaysaurus
                          - Nigersaurus 

                        - 
                          - Dicraeosauridae
                            - Amargasaurus 
                            - Dicraeosaurus 

                          - Diplodocidae
                            - Apatosaurus 
                            - Brontosaurus 
                            - 
                              - Barosaurus
                              - Diplodocus 

                      - Macronaria
                        - Camarasaurus
                        - Titanosauriformes
                          - Brachiosaurus 
                          - 
                            - Phuwiangosaurus
                            - Titanosauria
                              - Malawisaurus
                              - 
                                - Rapetosaurus 
                                - 
                                  - Isisaurus
                                  - 
                                    - Opisthocoelicaudia 
                                    - Saltasaurus